# عاصي طوبي
عاصي طوبي (بالعبرية: אסי טובי‏) هو لاعب كرة قدم إسرائيلي في مركز الهجوم، ولد في 27 يناير 1972 في إسرائيل. شارك مع منتخب إسرائيل لكرة القدم. أما مع النوادي، فقد لعب مع مكابي أخاء الناصرة ومكابي بتاح تكفا ونادي أسدود ونادي هبوعيل القدس ونادي هبوعيل نوف هجليل وهابوعيل تل أبيب.

## وصلات خارجية
- عاصي طوبي على موقع قاعدة بيانات كرة القدم.إي يو (الإنجليزية)
- عاصي طوبي على موقع ناشيونال فوتبول تيمز (الإنجليزية)
- عاصي طوبي على موقع عالم كرة القدم.نت (الإنجليزية)